# Turismo a Goa

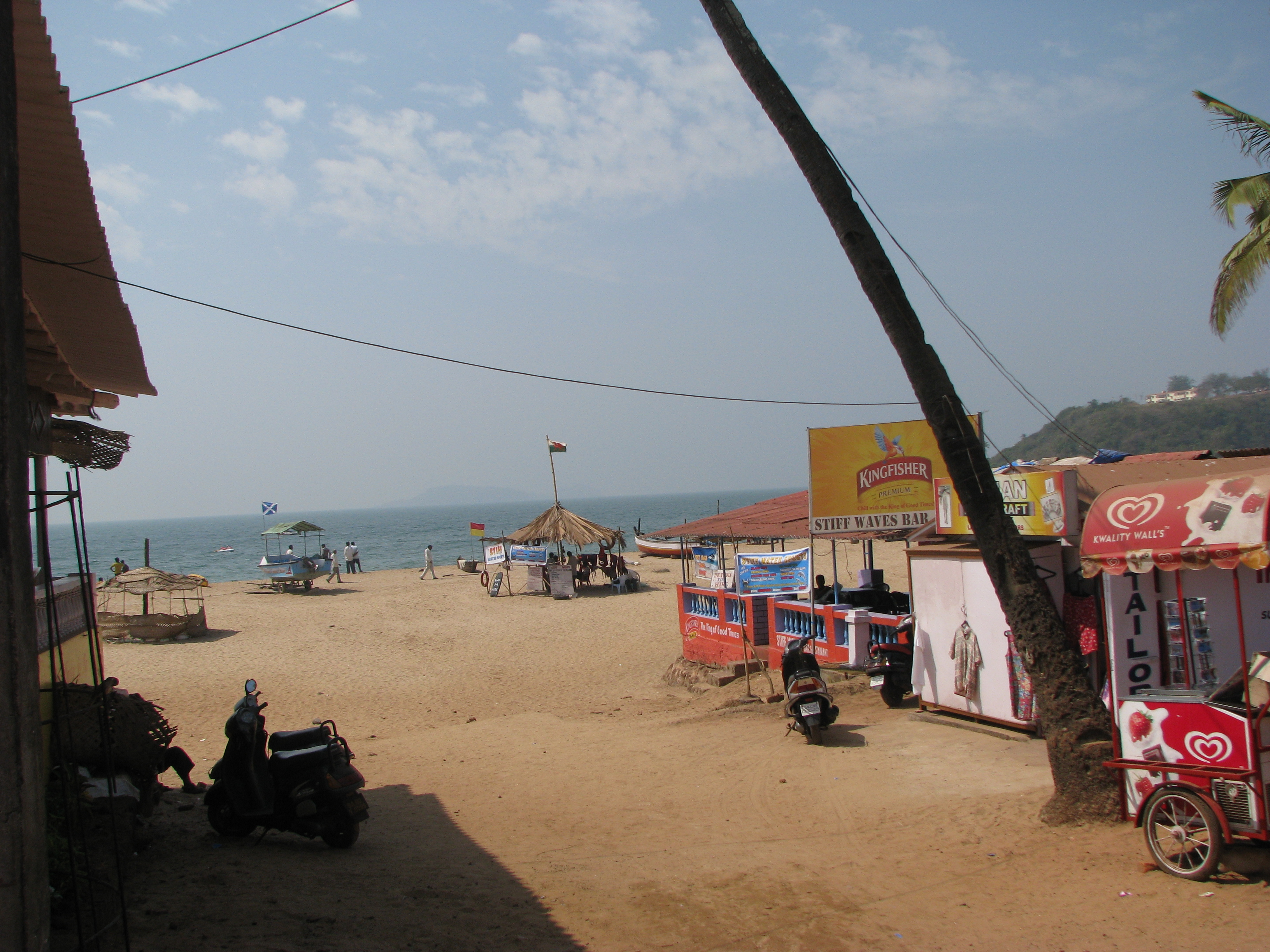
La spiaggia di Bogmalo.

Il turismo a Goa, che rappresenta l'industria principale, è conosciuto e praticato innanzitutto per le innumerevoli spiagge presenti e i notevoli luoghi di culto; generalmente è concentrato sulle zone costiere, laddove nell'entroterra rappresenta un'attività ridotta. I turisti stranieri, provenienti per lo più dall'Europa, giungono soprattutto durante i mesi invernali, mentre in estate e nel periodo del monsone si possono notare un gran numero di turisti indiani. Goa si è trovato a gestire il 7% di tutti gli arrivi internazionali durante il 2011.
Questo stato relativamente piccolo si trova sulla costa occidentale dell'India, tra i confini del Maharashtra e del Karnataka, ed è meglio conosciuto al mondo per esser stato un'ex enclave dell'impero portoghese sul suolo indiano: il turismo è da sempre la spina dorsale della sua economia.
Influenzato da oltre 450 anni di dominazione portoghese (vedi l'India portoghese) e pertanto anche dall'apporto culturale latino-occidentale, Goa raffigura un esempio di India un po' differente da quella solita immaginata dai visitatori occidentali ; le principali attrazioni includono la Basilica del Bom Jesus, la fortezza seicentesca di Aguada, un museo delle cere sulla cultura indiana ed un museo sui patrimoni della piccola nazione federata. Inoltre tutte le chiese e i conventi di Goa Velha (la vecchia Goa) sono a partire dal 1986 state dichiarate (patrimonio dell'umanità da parte dell'UNESCO.
Dal 2013 Goa è stata la maggior meta scelta per i turisti indiani e stranieri, in particolare britannici, con mezzi limitati che volevano concedersi una vacanza. Lo stato è a tutt'oggi assai fiducioso su eventuali modifiche che potrebbero essere apportate per attirare un più alto livello turistico, ma anche un maggior numero di presenze complessive.

## Spiagge

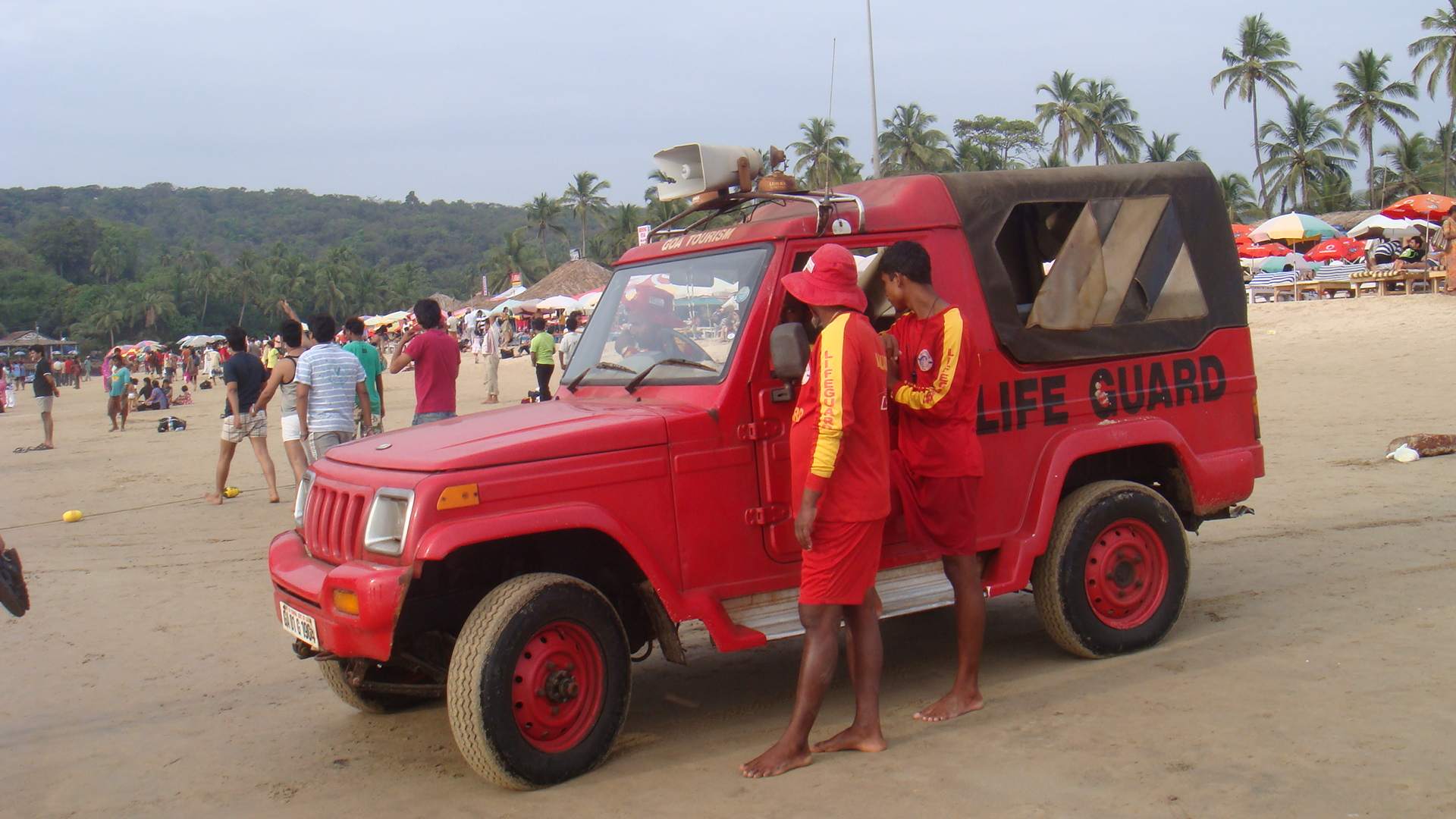
La quasi totalità delle spiagge di Goa sono dotate di bagnini e di servizi di sicurezza.

Le spiagge di Goa coprono circa 125 chilometri (78 miglia) della sua costa. Queste spiagge sono suddivise in un Nord e un Sud Goa; North Goa è più commerciale e turistica, con abbondanza di strutture per lo più di basso e medio costo adatte per coloro i quali dispongono di un bilancio limitato; South Goa è invece dove si trovano la maggior parte degli alberghi di fascia alta e le spiagge private. Una notevole eccezione nel Sud Goa è "Palolem Beach" che dispone di un alloggio di base ed è una delle spiagge più frequentate dell'intero territorio. Più ci si spinge verso nord o verso sud e più isolate diventano le spiagge. Alcune delle più popolari sono quelle di Colva a sud e Calangute, Baga e Anjuna a nord; esse sono interamente ricoperte da venditori ambulanti e piccoli negozi che forniscono frutti di mare freschi e bevande. Alcuni degli esercenti organizzano anche eventi speciali per attirare più clienti.
A Nord si trovano inoltre, tra i siti più frequentati, Arambol, Bambolim, Candolim, Chapora, Dona Paula, Miramar, Morjim, Sinquerim e Vagator; a sud invece sono situate Agonda, Benaulim, Bogmalo, Canaguinim, Cavelossim, Majorda, Mobor e la succitata Palolem.

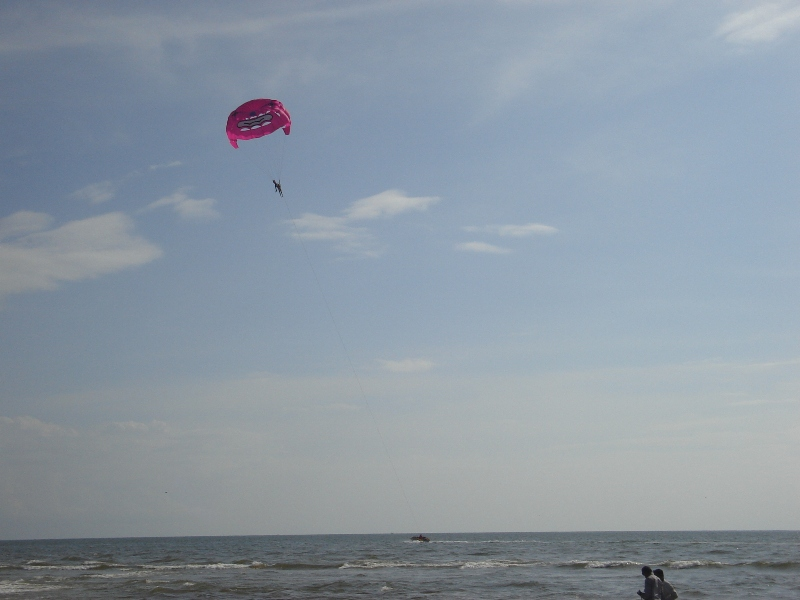
Parasailing a Colva.

## Natura
Il "Bondla Wildlife Sanctuary" (8 km²), il "parco nazionale di Mollem", il "Cotigao Wildlife Sanctuary", il "Mhadei Wildlife Sanctuary" e il "Netravali Wildlife Sanctuary" sono ricchi di esempi caratteristici della biodiversità in India; nelle foreste interne si può incappare  nella volpe, il cinghiale e varie specie di uccelli migratori. L'avifauna comprende anche il martin pescatore, la myna e il pappagallo. Le famose cascate Dudhsagar a quattro livelli (il più alto dei quali è a 310 metri), si trova all'interno del "Bhagwan Mahaveer Sanctuary" situato proprio al confine col Karnataka. Il rinomato "Salim Ali Bird Sanctuary" si trova interamente nell'isola di Chorao, sul fiume Mandovi.

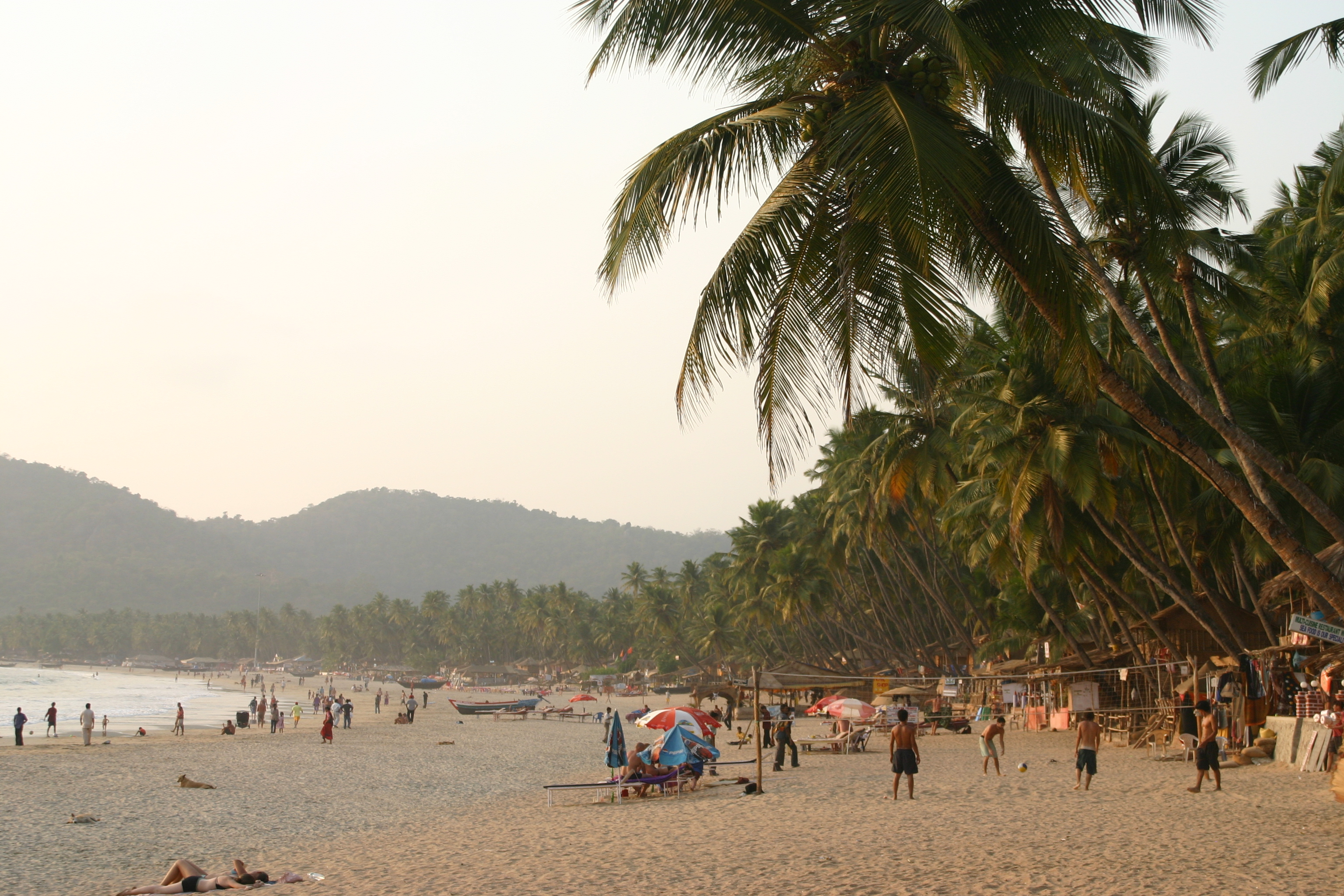
La spiaggia di Palolem.

La tartaruga bastarda olivacea è protetta e la si può trovare sulla "Morjim Beach" a Pernem in North Goa e sulla "Galgibaga Beach" a Canacona in Southern Goa. Tutte le tartarughe sono elencate nella Tabella I del "Wildlife Act" indiano. La spiaggia di Morjim è anche sede di un certo numero di uccelli migratori durante la fine di settembre e l'inizio di aprile. L'area circostante la riva a Tembwada sempre in Morjim abbonda anche di varie specie altre di uccelli. Un certo numero di tour internazionali di birdwatching vengono a ripetizione organizzati nella zona.

## Forti
Il paesaggio di Goa è costellato di numerose fortificazioni: Fort Tiracol, il seicentesco portoghese Fort Aguada ed il Chapora Fort, per citarne solo alcuni.

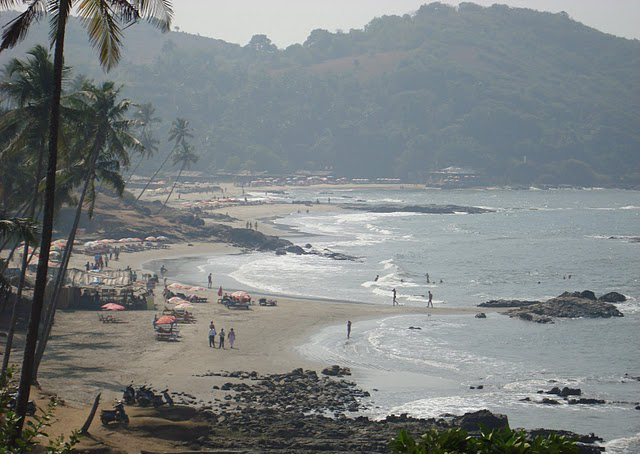
La spiaggia di Vagatore.